# 警備艦
警備艦是一種在港口或海港執行固定守衛任務的軍艦，與在海上執行保衛任務的沿海巡邏艇不同。

## 英國皇家海軍

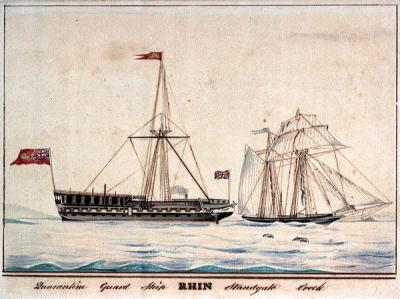
警備艦, Margate Creek, 1830年

在18世紀的英國皇家海軍時，警備艦通常是三等戰列艦或四等戰列艦戰列艦。大型戰艦在服役一段時間後，會拆除桅杆、帆具和索具，甲板則以帆布覆蓋，並且只保持最低限度的船員編制，類似於現代的預備艦隊。。
而已經退居二線的這類型艦艇，通常會被部署在港口擔任港口的防守任務，而部署數量則根據港口規模而定，並且其中噸位最大的艦艇通常擔任港口艦隊司令的旗艦。警備艦具有許多好處，包括不用因此再特地製造艦艇擔任警戒任務以及使船艦常年保持可使用狀態，戰爭時只要經過簡單的整理就能重新投入作戰，相較於重新啟用一艘封存的艦艇，成本以及時間所需更少。
而在現代，英國皇家海軍仍然部署多艘警戒艦在福克蘭群島，防範來自阿根廷的威脅。而此時的警備艦已經與巡邏艦的功能高度重疊與混合了。

## 蘇聯海軍
在蘇聯的術語中，警備艦（俄語：сторожевое корабль，storozhevoj korabl'）指的是小型、多用途的巡邏或護航艦。這類艦艇的功能相當於護衛艦。

## 其他使用
警備艦主要在夜間巡邏，值守港口。